# Karl Shuker

Karl Shuker

Dr. Karl P. N. Shuker (nascido em 1959) é um zoólogo britânico. Trabalha a tempo inteiro como autor e consultor freelance, especializando-se em criptozoologia, trabalho pelo qual ele é reconhecido internacionalmente. Viaja regularmente por todo o mundo, e aparece também regularmente na televisão e na rádio. Michael Newton disse que "Shuker é hoje globalmente reconhecido como autor e pesquisador de todos os aspectos da vida animal e fenómenos inexplicáveis, sendo o sucessor do reinado de Heuvelmans." 
Formou-se em zoologia na Universidade de Leeds e zoologia e fisiologia comparativa na Universidade de Birmingham. É membro de muitas sociedades científicas e de autores. Shuker redigiu muitas centenas de artigos, e treze livros.
Durante o seu processo de escrita e as suas pesquisas, Shuker foi o primeiro criptozoólogo a trazer a público um número considerável de cryptids, que eram anteriormente muito pouco conhecidas.
Para além das suas próprias publicações, ele é consultor em zoologia para o Livro de Recordes do Guiness. Uma espécie de Loricifera, Pliciloricus shukeri, foi nomeada após ele.

## Livros
- Mystery Cats of the World (1989), Robert Hale, ISBN 0-7090-3706-6
- Extraordinary Animals Worldwide (1991), Robert Hale, ISBN 0-7090-4421-6
- The Lost Ark: New and Rediscovered Animals of the 20th Century (1993), HarperCollins, ISBN 0-00-219943-2
- Dragons - A Natural History (1995), Simon & Schuster, ISBN 0-684-81443-9
- In Search of Prehistoric Survivors (1995), Blandford, ISBN 0-7137-2469-2
- The Unexplained (1996), Carlton Books, ISBN 1-85868-186-3
- From Flying Toads To Snakes With Wings (1997), Llewellyn, ISBN 1-56718-673-4
- Mysteries of Planet Earth (1999), Carlton Books, ISBN 1-85868-679-2
- The Hidden Powers of Animals, (2001), Reader's Digest, ISBN 0-7621-0328-0
- The New Zoo: New and Rediscovered Animals of the Twentieth Century (2002), House of Stratus, ISBN 1-84232-561-2
- The Beasts That Hide From Man (2003), Paraview, ISBN 1-931044-64-3
- Extraordinary Animals Revisited (2007) CFZ Press, ISBN 1-905723-17-1
- Dr Shuker's Casebook (2008) CFZ Press, ISBN 1-905723-33-1

## Consultor/Contribuidor
- Man and Beast (1993)
- Secrets of the Natural World (1993)
- Almanac of the Uncanny (1995)
- The Guinness Book of Records/Guinness World Records (1997 - )
- Mysteries of the Deep (1998)
- Guinness Amazing Future (1999)
- The Earth (2000)
- Monsters (2001)
- Chambers Dictionary of the Unexplained (2007)